# Condado de Humboldt (Iowa)
El condado de Humboldt (en inglés: Humboldt County, Iowa), fundado en 1857, es uno de los 99 condados del estado estadounidense de Iowa. En el año 2000 tenía una población de 10 381 habitantes con una densidad poblacional de 9 personas por km². La sede del condado es Dakota City.

## Geografía
Según la Oficina del Censo, el condado tiene un área total de 1129 km² (435,9 mi²), de la cual 1125 km² (434,4 mi²) es tierra y 3 km² (1,2 mi²) es agua.

### Condados adyacentes
- Condado de Kossuth norte
- Condado de Wright este
- Condado de Webster sur
- Condado de Pocahontas oeste

## Demografía
En el 2000 la renta per cápita promedia del condado era de $38 201, y el ingreso promedio para una familia era de $46 510. El ingreso per cápita para el condado era de $18 300. En 2000 los hombres tenían un ingreso per cápita de $31 004 contra $22 312 para las mujeres. Alrededor del 8.30% de la población estaba bajo el umbral de pobreza nacional.
| 1900   | 1910   | 1920   | 1930   | 1940   | 1950   | 1960   | 1970   | 1980   | 1990   | 2000   |
| ------ | ------ | ------ | ------ | ------ | ------ | ------ | ------ | ------ | ------ | ------ |
| 12 667 | 12 182 | 12 951 | 13 202 | 13 459 | 13 117 | 13 156 | 12 519 | 12 246 | 10 756 | 10 381 |

## Lugares

### Ciudades y pueblos
- Bode
- Bradgate
- Dakota City
- Gilmore City
- Hardy
- Humboldt
- Livermore
- Lu Verne
- Ottosen
- Pioneer
- Renwick
- Rutland
- Thor
- Unique (ex)

### Principales carreteras
- U.S. Highway 169
- Carretera de Iowa 3
- Carretera de Iowa 15
- Carretera de Iowa 17